# Velogny
Velogny ist eine französische Gemeinde mit 33 Einwohnern (Stand 1. Januar 2022) im Département Côte-d’Or in der Region Bourgogne-Franche-Comté. Sie gehört zum Arrondissement Montbard und zum Kanton Semur-en-Auxois.
Sie grenzt im Norden an Sainte-Colombe-en-Auxois, im Osten an Marcilly-et-Dracy, im Süden an Saint-Thibault und im Westen an Clamerey.

## Siehe auch

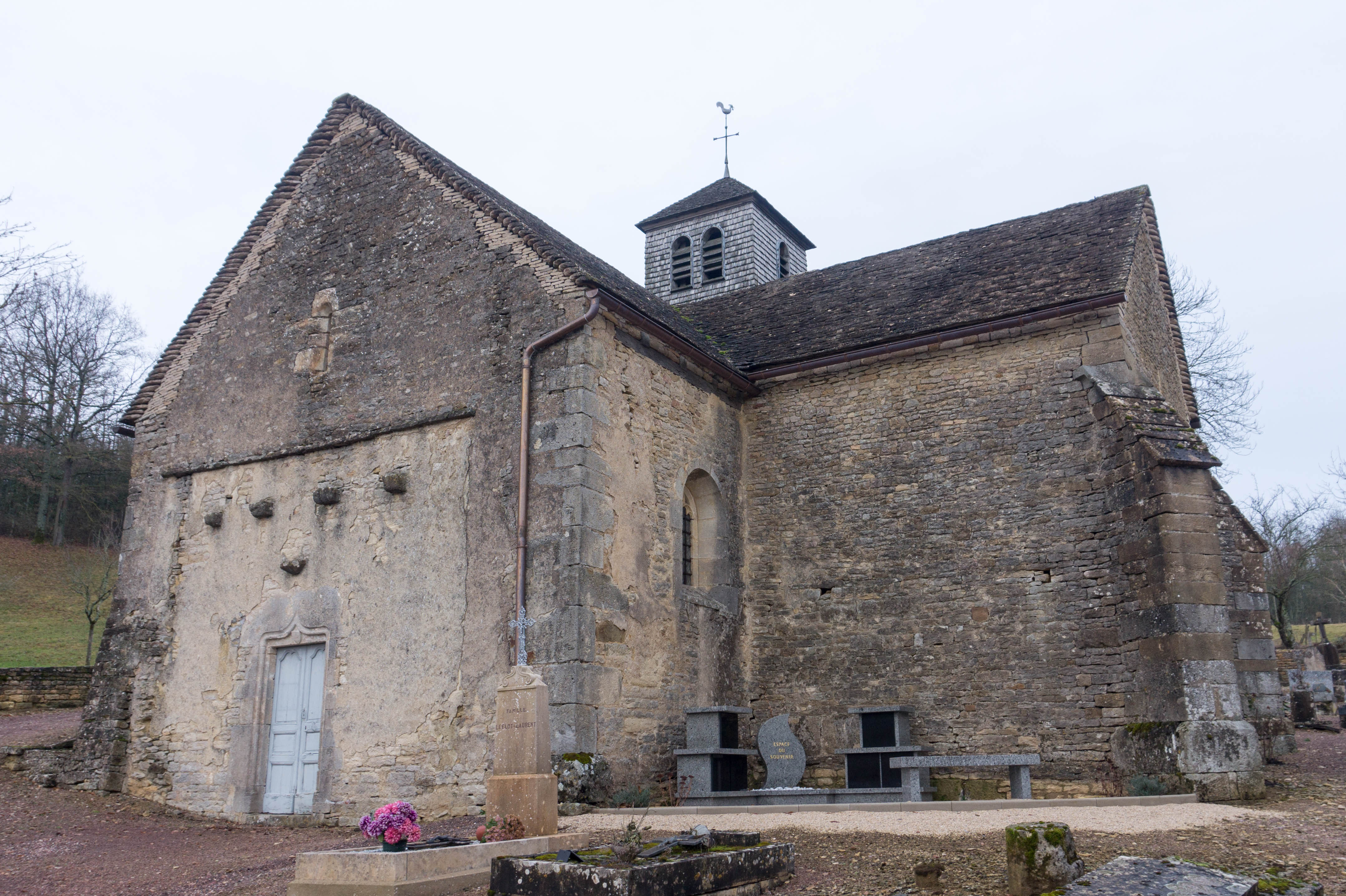
Kirche Saint-Nicolas

## Bevölkerungsentwicklung
| Jahr                       | 1962 | 1968 | 1975 | 1982 | 1990 | 1999 | 2008 | 2015 |
| -------------------------- | ---- | ---- | ---- | ---- | ---- | ---- | ---- | ---- |
| Einwohner                  | 30   | 26   | 26   | 25   | 43   | 32   | 37   | 35   |
| Quellen: Cassini und INSEE |      |      |      |      |      |      |      |      |